# Брюс, Томас, 1-й граф Элгин
Томас Брюс, 1-й граф Элгин, 3-й лорд Брюс из Кинлосса из Хоутон-хауса (англ. Thomas Bruce, 1st Earl of Elgin, 3rd Lord Bruce of Kinloss; 2 декабря 1599 — 21 декабря 1663) — шотландский дворянин.

## Ранняя жизнь

Герб графов Элгин

Томас Брюс родился в Эдинбурге в 1599 году. Второй сын Эдварда Брюса, 1-го лорда Кинлосса (1548—1611), и его жены Магдалины Клерк. Он унаследовал титул шотландского пэра как 3-й лорд Брюс Кинлосс в августе 1613 года, в возрасте 13 лет, после смерти своего старшего брата Эдварда Брюса, 2-го лорда Кинлосса, убитого в дуэли с Эдвардом Сэквиллем, 4-м графом Дорсетом. Семейные поместья включали замок Уорлтон и поместье, подаренное его отцу королем Англии Яковом I в 1603 году. Король передал опеку над Томасои его поместьями его матери Магдалине, пока он не достиг совершеннолетия в 21 год.
В 1614 году виконт Лайл признал Томаса Брюса сватом в браке, запланированном между его сыном Робертом Сидним и Элизабет Сесил. Вместо этого она вышла замуж за Томаса Говарда, 1-го графа Беркшира.
В 1624 году король Яков I Стюарт подарил Томасу Брюсу Хоутон-хаус, недалеко от Амптхилла, графство Бедфордшир. Дом был построен архитекторами Джоном Торпом и Иниго Джонсом в якобинском и классическом стилях для Мэри Герберт, вдовствующей графини Пембрук . Он был возвращен королю братом Мэри через два года после смерти графини в 1621 году и стал основной резиденцией семьи Брюс на протяжении более века. Король Англии Карл I позже предоставил ему близлежащий Хоутон-Парк, чтобы сохранить дичь для королевской охоты, но настойчивая охота и соколиная охота со стороны местной семьи Конквестов вынудили короля вмешаться.

## Новые титулы

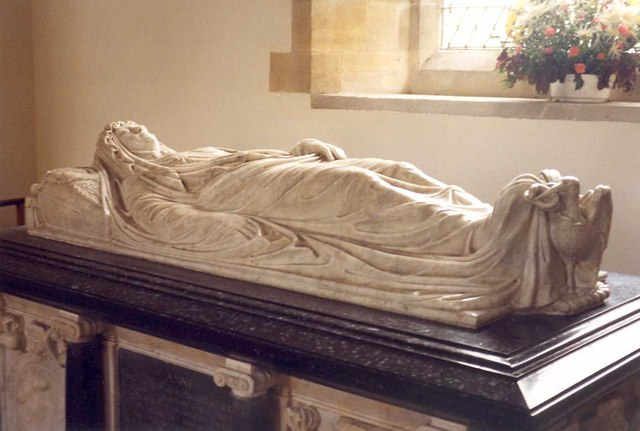
Надгробная плита в церкви Святых Петра и Павла в Экстоне, Ратленд, посвященное Энн Чичестер (ум. 1627) (графине Элгин), дочери сэра Роберта Чичестера.

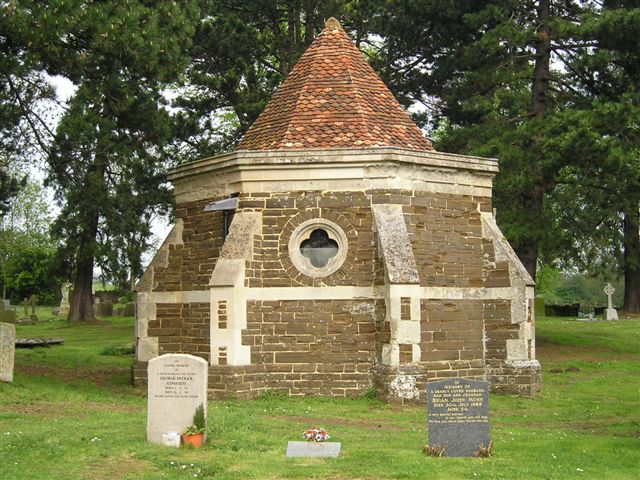
Мавзолей Эйлсбери, кладбище Молдена, Бедфордшир, построенный Томасом Брюсом, 1-м графом Элгином, в память о его второй жене Диане Сесил. Один из самых ранних отдельно стоящих мавзолеев, построенных в Англии.

В период личного правления короля Карла I Томас Брюс поддерживал тесные отношения со двором. Он присутствовал на коронации короля в Шотландии в 1633 году и 21 июня 1633 года получил титул 1-го графа Элгина.
Через год после выступления в маске Томаса Кэрью Coelum Britannicum Брюс получил степень магистра искусств Оксфордского университета в 1636 году. В 1638 году он был посвящен в рыцари в Виндзоре вместе с Уильямом Вильерсом и Чарльзом, принцем Уэльским.
Томас Брюс продолжал пользоваться королевской милостью. Он был назначен бароном Брюсом из Уорлтона в системе Пэрства Англии 29 июля 1641 года . В 1643 году он был назначен «хранителем Королевского парка» в Байфлите, и эту должность он занимал до 1647 года.

## Гражданская война
Хотя сестра Брюса Кристиан Кавендиш, графиня Девонширская, была известной роялисткой, сам Томас Брюс принял сторону парламентариев, работая в нескольких комитетах графства с 1644 года до Прайдовой чистки.
Незадолго до начала Второй гражданской войны в Англии в 1648 году шотландец Уильям Мюррей, 1-й граф Дайсарт, мальчик для битья Карла I и муж его родственницы Кэтрин Брюс, назначил Томаса Брюса главным попечителем Хэм-Хауса, чтобы действовать от имени его жена Кэтрин и их дочери. Этот шаг оказался успешным, помогая защитить право собственности Мюррея на поместье, сделав секвестр парламентариями более трудным и, учитывая влиятельное положение графа Элгина среди шотландских пресвитериан, политически нежелательным.
Позже сэр Филип Уорвик описал Томаса Брюса как «джентльмена очень хорошего понимания, набожного, но робкого и осторожного ума». Он рассказал, как Брюс выразил некоторое тревожное сожаление о своих действиях, что он пытался избежать парламента, когда мог, и отрицал, что был одним из немногих лордов, которые приговорили архиепископа Уильяма Лода к смерти.

## Браки и дети

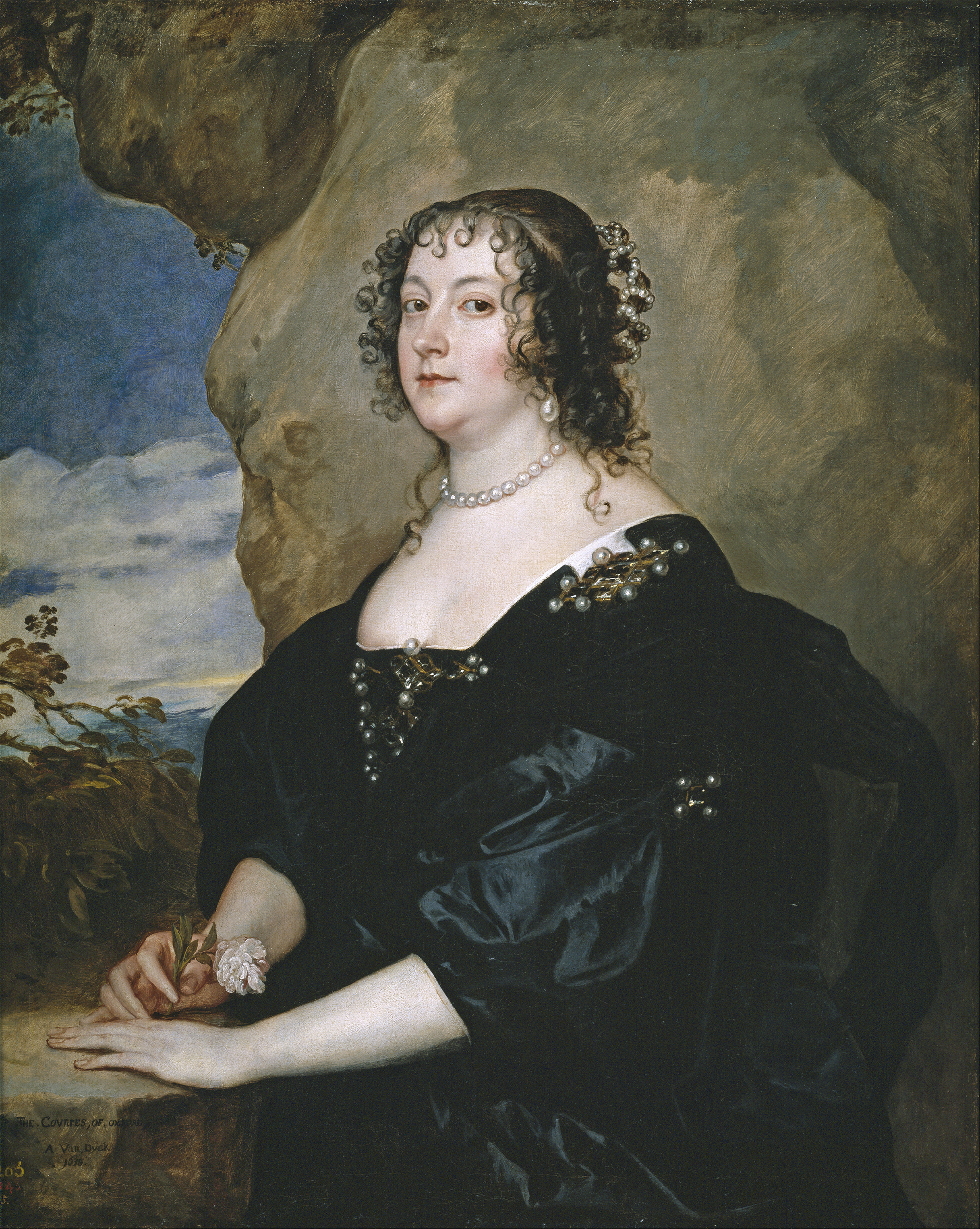
Диана Сесил (1596—1658), вторая жена Томаса Брюса и вдова Генри де Вера, 18-го графа Оксфорда. Портрет Антониса Ван Дейка

Томас Брюс был женат дважды. 4 июля 1622 года он женился первым браком на Энн Чичестер (ум. 20 марта 1627), дочери сэра Роберта Чичестера из Роли (1578—1627), и его первой жены Фрэнсис Харингтон (ум. 1615), дочери Джона Харингтона, 1-го барона Харингтона из Экстона (1540—1613) и сонаследница своего брата Джона Харингтона, 2-го барона Харингтона из Экстона (1592—1614). Энн была сводной сестрой сэра Джона Чичестера, 1-го баронета Роли (1623—1667). Она умерла 20 марта 1626/1627 года , на следующий день после рождения единственного ребёнка:
- Роберт Брюс, 1-й граф Эйлсбери (19 марта 1626 — 20 октября 1685), единственный сын и наследник.

12 ноября 1629 года он вторично женился на леди Диане Сесил (1596 — 26 февраля 1658 года), дочери Уильяма Сесила, 2-го графа Эксетера, от его второй жены Элизабет Друри. Диана была вдовой Генри де Вера, 18-го графа Оксфорда (1593—1625). Второй брак был бездетным. Диана вышла замуж за де Вера в 1624 году, всего за год до его смерти, и, таким образом, привезла с собой значительные поместья в Вест-Танфилде и Мэнфилде, недалеко от существующих поместий Брюса в Йоркшире, а также собственность в Линкольншире и Мидлсексе, включая монастырь Клеркенвелл. Томас построил в её память мавзолей Эйлсбери на кладбище церкви Святой Марии в Молдене в Бедфордшире, восьмиугольное здание, построенное над уже существующим склепом. Внутри мавзолея сохранился памятник Диане и мраморные бюсты её мужа Томаса и его внука Эдварда Брюса. Сэр Говард Колвин определил его как один из первых двух отдельно стоящих мавзолеев в Англии, другой — мавзолей Кэбелла в Бакфастли, Девон.

## Смерть
Томас Брюс скончался 21 декабря 1663 года в возрасте 64 лет. Ему наследовал его сын и наследник Роберт Брюс, 2-й граф Элгин, 1-й граф Эйлсбери.

## Титулы
- 3-й барон Брюс из Кинлосса (с августа 1613 года)
- 3-й лорд Кинлосс (с августа 1613)
- 3-й лорд Брюс из Кинлосса (с августа 1613)
- 1-й граф Элгин (с 21 июня 1633)
- 1-й лорд Брюс из Кинлосса (с 21 июня 1633)
- 1-й барон Брюс из Уорлтона, Йоркшир (с 29 июля 1641 года).